# Cypripedium segawae
Cypripedium segawae är en orkidéart som beskrevs av Genkei Masamune. Cypripedium segawae ingår i släktet guckuskor, och familjen orkidéer. Inga underarter finns listade i Catalogue of Life.